# Couvent des Grands-Augustins

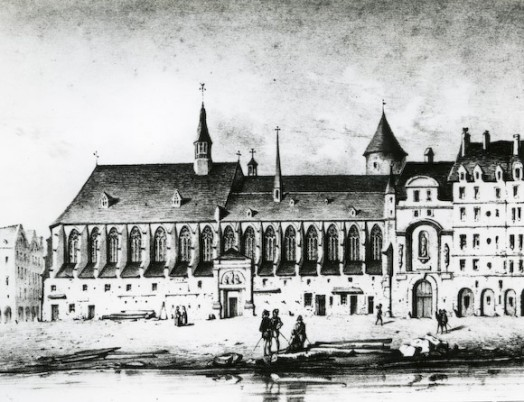
Der Konvent der Grands-Augustins in Paris, von der Seine aus gesehen (18. Jahrhundert)

Der Couvent des Grands-Augustins (lateinisch Maior Conventus Parisiensis) war ein Pariser Kloster, das im 13. Jahrhundert gegründet und während der Revolution zerstört wurde. Er befand sich am heutigen Quai des Grands Augustins im 6. Arrondissement.

## Geschichte
Die Augustiner alter Observanz ließen sich zur Zeit des Königs Ludwig IX. von Frankreich (regierte 1226–1270) in Paris nieder, zunächst jenseits der Porte Saint-Eustache, wo ihre Ankunft 1259 bezeugt ist. Der Bau des Augustinerklosters, genannt Francs-sacs, begann um 1263 auf Initiative des Königs. Am 14. Oktober 1293 nahmen sie den Konvent der Frères sachets am Ufer der Seine im Gebiet von Saint-Germain-des-Prés in Besitz.

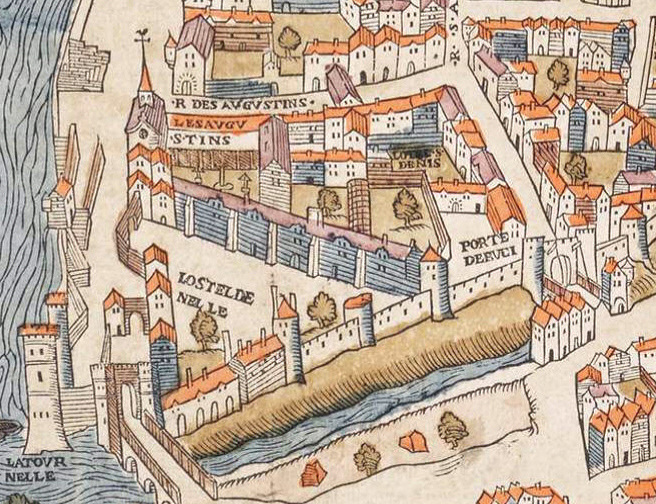
Der Konvent des Grands-Augustins auf dem Plan von Truschet und Hoyau (1550), links unten das Hôtel de Nesle, rechts unten (außerhalb des Bilds) die Abtei Saint-Germain-des-Prés

Die Gebäude hier wurden ab 1368 errichtet, und 1453 mit der Einweihung der Kirche abgeschlossen; sie beherbergte die Grabstätten von Persönlichkeiten wie Philippe de Commynes und den Dichter der Pléiade.
Die Pariser Waffenschmiede und die Messerschmiede hatten in Saint-Augustin ihre Bruderschaft und hielten hier ihre Jahrestagungen, die ersten am 24. Juni, die zweiten am 29. August, beides Gedenktage Johannes des Täufers.
Einige der Nebengebäude des Klosters waren von Luigi Gonzaga (1539–1595) gekauft worden, um sein Hôtel particulier zu errichten; heute steht dort das Hôtel de la Monnaie. Von 1608 bis 1736 wurde der Konvent zahlreichen Baumaßnahmen unterzogen.
In der Kirche des Konvents gründete König Heinrich III. zum 1. Januar 1579 den Orden vom Heiligen Geist, hier fanden auch bis 1619 die meisten Ordensversammlungen statt. Am Abend des 14. Mai 1610, nach der Ermordung Heinrichs IV., wurde Ludwig XIII. hier inthronisiert und seine Mutter Maria de’ Medici zur Regentin ernannt.
Der Konvent gewann große Bedeutung und seine riesigen Räume im Herzen von Paris wurden zu Versammlungsorten für das Parlement de Paris, die Chambre des comptes, die Generalstände von 1615, die Generalversammlungen des französischen Klerus ab 1615, sowie die Chambre de Justice 1716.
Der Konvent wurde während der Revolution geschlossen, zu dieser Zeit lebten noch 87 Mönche und Laien hier, die letzten verließen den Konvent 1792. 1797 wurde der Konvent inklusive der Kirche abgerissen.

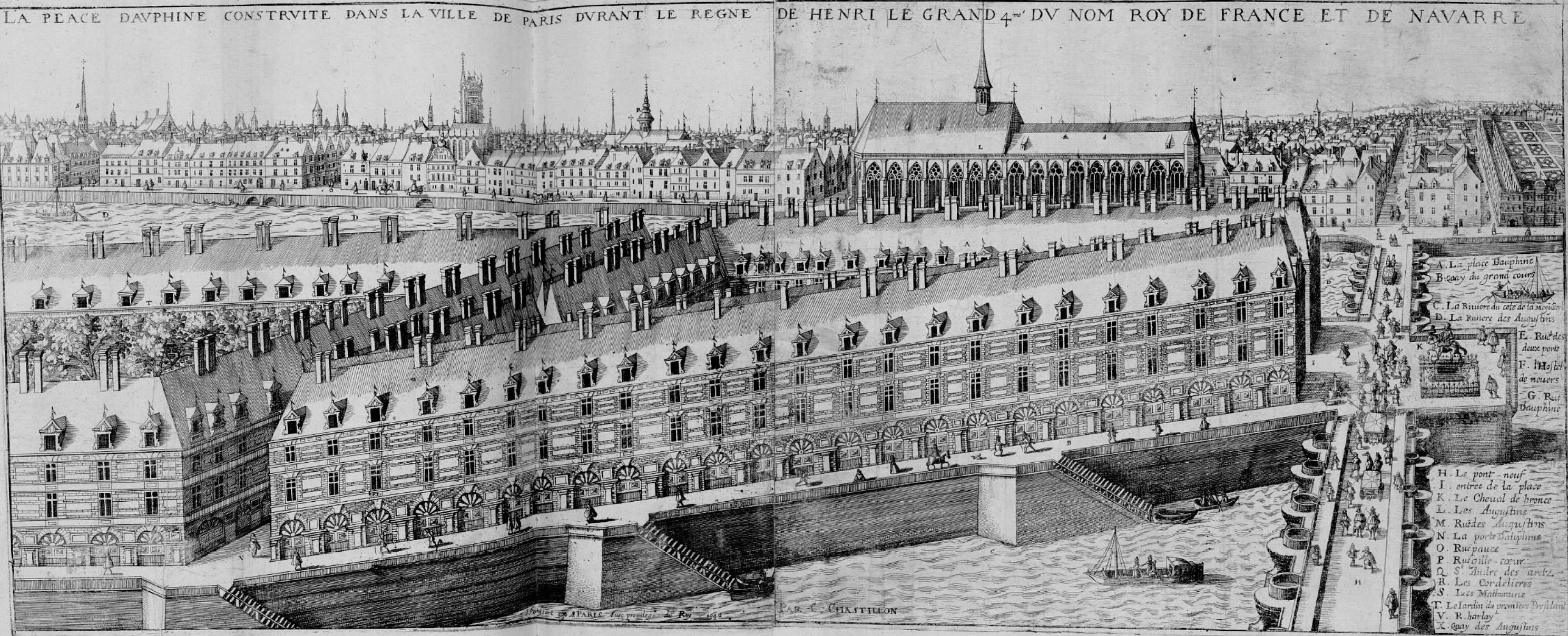
Die Place Dauphine zur Zeit Heinrichs IV. mit dem Pont Neuf am rechten Rand und dem Konvent der Grands-Augustins im Hintergrund